# Dave Watson
David Vernon Watson (Stapleford, 1946. október 5. –) angol válogatott labdarúgó.

## Pályafutása

### Klubcsapatban
Pályafutását a Notts County csapatában kezdte 1966-ban. Ezt követően szerepelt még a Rotherham United, a Sunderland, a Manchester City, a Werder Bremen, a Southampton, a Stoke City, a Vancouver Whitecaps, a Derby County és a Notts County csapataiban. 

### A válogatottban
1974 és 1982 között 65 alkalommal szerepelt az angol válogatottban és 4 gólt szerzett. Részt vett az 1980-as Európa-bajnokságon.

## Sikerei, díjai

### Játékosként
Sunderland
- Angol kupa (1): 1972–73

Manchester City
- Angol ligakupa (1): 1975–76